# Langenbach (Bayern)
Langenbach (Bayern) este o comună din landul Bavaria, Germania.